# العقيدة الوهبية
العقيدة الوهبية هو كتاب في العقيدة وعلم الكلام لمؤلفه العلامة الشيخ أبو مسلم ناصر بن سالم بن عديم البهلاني.

## نبذة عن المؤلف
أبو مسلم ناصر بن سالم البهلاني، هو شاعر عماني درس الفقه وتأثر بتجارب فقهاء الإباضية قبله منهم: سعيد بن خلفان الخليلي، قطب الأئمة الإباضية محمد بن إسحاق اطفيش، جاعد بن خميس الخروصي، نور الدين السالمي، الإمام سالم بن راشد الخروصي، أحمد بن سعيد الخليلي، تقلد منصب رئيس القضاة في عهد السلطان بن ثويني، من أهم أعماله في زنجبار إصدار جريدة النجاح التي تعد من أوائل الصحف العربية ظهورًا.
ومن مؤلفاته: النشأة المحمدية (في المولد النبوي) النور المحمدي والكنوز الصمدية، رسالة دينية، النفس الرحماني في أذكار أبي مسلم البهلاني (في القصائد الصوفية) كتاب السؤالات، العقيدة الوهبية، ديوان أبي مسلم، نثار الجوهر، وكان آخر ما ألفه «ثمرات المعارف» وتدعى أيضًا «سموط تخميس الثناء»

## أسلوب المصنف
أخرج المؤلف كتابه في أسلوب حواري بين أستاذ وتلميذه لعرض المسائل التي تطرق لها، وقسمه إلى مقدمة وسبعة فصول وتحت كل فصل دروس، وتأثر المؤلف في كتابه بمنهج الإمام القطب محمد بن يوسف.
وموقف أبي مسلم من قضايا التوحيد يظهر من خلال الذي أبداه تجاه الجدل المعرفي والنقاش العميق في قضايا مذهب الإباضية التعبدية التي تأتي في مقدمتها: نفي الرؤية وخلق القرآن والولاية والبراءة، والخلود الأبدي ثوابًا وعقابًا، والشفاعة، والكبائر، والصراط، والميزان.